# Bellocq
Bellocq – miejscowość i gmina we Francji, w regionie Nowa Akwitania, w departamencie Pireneje Atlantyckie.
Według danych na rok 1990 gminę zamieszkiwały 702 osoby, a gęstość zaludnienia wynosiła 55 osób/km² (wśród 2290 gmin Akwitanii Bellocq plasuje się na 577. miejscu pod względem liczby ludności, natomiast pod względem powierzchni na miejscu 894.).